# Huxley (Cheshire)
Huxley – wieś w Anglii, w hrabstwie ceremonialnym Cheshire, w dystrykcie (unitary authority) Cheshire West and Chester. Leży 12 km na południowy wschód od miasta Chester i 255 km na północny zachód od Londynu. W 2001 miejscowość liczyła 220 mieszkańców.